# Jozef Čapla
Jozef Čapla (1. září 1938 Bernolákovo – 1. února 2023 Augsburg) byl slovenský hokejový obránce, později trenér a manažer.

## Hráčská kariéra
V letech 1956–1969 hrál československou ligu za HC Slovan Bratislava s výjimkou dvouleté vojenské služby v HC Dukla Jihlava (1957–1959), v dresu Slovanu skončil v nejvyšší soutěži pětkrát druhý a třikrát třetí. Objevil vlastní technologii na ohýbání čepelí hokejek, což umožňovalo při střelbě nadzvednout puk, firma Artis v Horažďovicích pak tyto hole vyráběla pod názvem ALPAČ (Čapla pozpátku).
Za československou hokejovou reprezentaci odehrál 32 zápasů. Startoval na mistrovství světa v ledním hokeji 1965 ve Finsku, kde skončil s československým týmem na druhém místě, připsal si tři branky a dvě asistence.
Od roku 1969 působil v západním Německu, kde v roce 1972 zůstal s rodinou natrvalo a trénoval EV Füssen a EHC Freiburg. Publikoval vzpomínkovou knihu Jojo Čapla – Hokejka Alpač, která změnila hokej.